# Madame X (film, 1966)
Pour les articles homonymes, voir Madame X.
Pour plus de détails, voir Fiche technique et Distribution.
Madame X  est un film américain réalisé par David Lowell Rich, sorti en 1966.

## Synopsis
Holly Parker, d’origine modeste, épouse Clayton Anderson un homme politique ambitieux, issu d’une famille aisée et respectable. Le couple vit heureux et donne naissance à un garçon Clayton Jr. Mais la belle-mère d’Holly, Estelle, qui vit avec eux ne l’aime pas à cause de ses origines. Souffrant de solitude, Clayton étant souvent absent, Holly devient la maîtresse de Phil, un ami de la famille. Au retour de son mari, elle comprend qu'elle n'aime que lui et décide de rompre avec son amant qu'elle est venue rejoindre chez lui. Au cours d’une discussion houleuse, Holly qui se débat, le pousse accidentellement dans les escaliers et Phil trouve la mort. Sa belle-mère qui la faisait suivre par un détective, est vite au courant de la situation. Pour sauver la réputation de la famille, Estelle promet de ne rien dire si Holly disparaît immédiatement sous un nom d'emprunt et sans jamais revoir son fils et son mari. La jeune femme part et erre dans plusieurs pays sombrant dans la déchéance et l’alcoolisme. Bien des années plus tard, elle est accusée du meurtre d’un maître chanteur. Elle signe sa déposition sous le nom de Madame X. Le procès débute à New York où elle est défendue par un jeune avocat dont c'est la première affaire et qui n’est autre que son fils qu’elle n’a jamais revu.

## Fiche technique
- Titre : Madame X
- Réalisation : David Lowell Rich
- Scénario : Jean Holloway d'après la pièce de Alexandre Bisson
- Direction artistique : Alexander Golitzen et George C. Webb
- Décorateur de plateau : Howard Bristol et John McCarthy Jr.
- Costumes : Jean Louis
- Photographie : Russell Metty
- Montage : Milton Carruth
- Musique : Frank Skinner
- Production : Ross Hunter
- Société de production : Universal Pictures, Ross Hunter Productions et Eltee
- Pays de production : États-Unis
- Langue : anglais
- Format : Technicolor - 35 mm - 1,37:1 - Son mono (Westrex Recording System)
- Genre : Mélodrame
- Durée : 100 minutes
- Dates de sortie :
  - États-Unis : 27 avril 1966
  - France : 20 juillet 1966

## Distribution
- Lana Turner  (V.F : Jacqueline Ferriere) : Holly Parker
- John Forsythe  (V.F : Jean-Claude Michel) : Clayton Anderson
- Ricardo Montalban (V.F : Roger Rudel) : Phil Benton
- Constance Bennett  (V.F : Paule Emanuele) : Estelle Anderson
- Burgess Meredith (V.F : Jean Daurand) : Dan Sullivan
- John Van Dreelen  (V.F : Hans Verner) : Christian Torben
- Virginia Grey (V.F : Jacqueline Riviere) : Mimsy
- Warren Stevens (V.F : Philippe Dumat) : Michael Spalding
- Carl Benton Reid (V.F : Gérard Férat) : Le juge
- Keir Dullea  (V.F : Philippe Mareuil) : Clayton Anderson Jr. adulte
- Teddy Quinn : Clayton Anderson Jr. enfant
- Neil Hamilton : Scott Lewis
- Frank Maxwell  (V.F : Claude Bertrand) : Dr Evans
- Frank Marth  (V.F : Raymond Loyer) : Détective Combs
- Bing Russell  (V.F : Jean Clarieux) : Sergent de police Riley
- Teno Pollick  (V.F : Serge Lhorca) : Manuel Lopez
- Jeff Burton  (V.F :  Michel Gatineau) : Bromley
- Rodolfo Hoyos Jr.  (V.F : Fernand Rauzena ??) : L'hôtelier
- Joe De Santis  (V.F : Pierre Gay ??) : Carter

## Autour du film
- Ce film est la huitième version de Madame X.